# Albizia bernieri
Albizia bernieri är en ärtväxtart som beskrevs av Villiers. Albizia bernieri ingår i släktet Albizia och familjen ärtväxter. Inga underarter finns listade i Catalogue of Life.